# Syddjurs
Syddjurs is een gemeente in de Deense regio Midden-Jutland. Bij de herindeling van 2007 werden de volgende gemeentes bij Syddjurs gevoegd: Ebeltoft, Midtdjurs, Rosenholm, Rønde. De huidige gemeente telt 42.021 inwoners (2017).

## Plaatsen in de gemeente
- Mørke
- Ebeltoft
- Tirstrup
- Egsmark
- Dråby
- Vrinners
- Pindstrup
- Ryomgård
- Kolind
- Nimtofte
- Følle
- Rønde
- Ugelbølle
- Feldballe
- Knebel
- Hyllested
- Tved
- Rodskov
- Thorsager
- Hornslet
- Lime
- Søby

Aarhus · Favrskov · Hedensted · Herning · Holstebro · Horsens · Ikast-Brande · Lemvig · Norddjurs · Odder · Randers · Ringkøbing-Skjern · Samsø · Silkeborg · Skanderborg · Skive · Struer · Syddjurs · Viborg